# Paul Brinegar
Paul Alden Brinegar (* 19. Dezember 1917 in Tucumcari, New Mexico; † 27. März 1995 in Los Angeles, Kalifornien) war ein US-amerikanischer Schauspieler.

## Leben
Brinegar studierte Schauspiel, Literatur und Kunst am Pasadena Junior College. Sein Spielfilmdebüt hatte er 1946 in einer kleinen Nebenrolle ohne Namensnennung im Abspann im Western Banditen ohne Maske neben Randolph Scott, Edgar Buchanan und Lloyd Bridges. Es folgten eine Reihe weiterer untergeordneter Filmrollen, daneben begann er ab Mitte der 1950er Jahre mit Auftritten in Fernsehserien. Unter anderem spielte er von 1955 bis 1958 die wiederkehrende Rolle des Jim „Dog“ Kelly in der Westernserie Wyatt Earp greift ein. Eine seiner ersten größeren Filmrollen war schließlich für den Wendepunkt seiner Karriere verantwortlich. 1958 stellte er im Western Die Rache des Texaners neben Joel McCrea die Rolle des Koches Tom Jefferson Jeffrey dar. Diese diente ein Jahr später als Vorlage für die Darstellung des Koches George Washington Wishbone in der erfolgreichen Westernserie Tausend Meilen Staub mit Eric Fleming und Clint Eastwood, die er zwischen 1959 und 1965 in 216 Folgen darstellte, und durch die er Bekanntheit beim US-amerikanischen Fernsehpublikum erlangte. Nach dem Ende der Serie war er von 1968 bis 1970 in der weniger erfolgreichen Westernserie Lancer als Jelly Hoskins zu sehen. Zudem trat er an der Seite von Elvis Presley in dessen Western Charro auf. 1973 stand er noch einmal mit Clint Eastwood in Ein Fremder ohne Namen vor der Kamera. Anfang der 1980er Jahre spielte er die Rolle des Lamar Pettybone in der Krimiserie Matt Houston. Seine letzten Leinwandauftritte hatte er 1994 an der Seite von Mel Gibson und Jodie Foster in Maverick – Den Colt am Gürtel, ein As im Ärmel sowie im auf der Serie Wyatt Earp greift ein basierenden Film Wyatt Earp: Return to Tombstone, in der er noch einmal in die Rolle des Jim „Dog“ Kelly schlüpfte.

## Filmografie (Auswahl)

### Film
- 1946: Banditen ohne Maske (Abilene Town)
- 1948: Betrug (Larceny)
- 1949: Schwert in der Wüste (Sword in the Desert)
- 1950: A Ticket to Tomahawk
- 1950: Der Mann ihrer Träume (Young Man with a Horn)
- 1952: Pat und Mike (Pat and Mike)
- 1952: Wir sind gar nicht verheiratet (We're Not Married!)
- 1952: Stadt im Würgegriff (The Captive City)
- 1954: Ein neuer Stern am Himmel (A Star Is Born)
- 1956: Planet des Grauens (World Without End)
- 1956: Menschenraub (Ransom!)
- 1957: Lindbergh – Mein Flug über den Ozean (The Spirit of St. Louis)
- 1957: Immer bei Anbruch der Nacht (The Vampire)
- 1969: Charro! (Charro!)
- 1973: Ein Fremder ohne Namen (High Plains Drifter)
- 1983: Trottel im Weltall (The Creature Wasn't Nice)
- 1991: Das Leben stinkt (Life Stinks)
- 1994: Maverick – Den Colt am Gürtel, ein As im Ärmel (Maverick)
- 1994: Wyatt Earp – Das Leben einer Legende (Wyatt Earp)

### Fernsehen
- 1954: The Lone Ranger
- 1955: Alfred Hitchcock präsentiert (Alfred Hitchcock Presents)
- 1955–1958: Wyatt Earp greift ein (The Life and Legend of Wyatt Earp)
- 1956: Dragnet
- 1959: Der Texaner (The Texan)
- 1959–1965: Tausend Meilen Staub (Rawhide)
- 1967: Bonanza
- 1968–1970: Lancer
- 1974: Cannon (Folge: Duell in der Wüste)
- 1975: Der Sechs Millionen Dollar Mann (The Six Million Dollar Man)
- 1976: Unsere kleine Farm (Little House on the Prairie)
- 1977: CHiPs
- 1977: Der Mann in den Bergen (The Life and Times of Grizzly Adams)
- 1982–1983: Matt Houston
- 1985: Knight Rider
- 1993: Die Abenteuer des Brisco County jr. (The Adventures of Brisco County Jr.)